# Żeglce
Żeglce – wieś w Polsce położona w województwie podkarpackim, w powiecie krośnieńskim, w gminie Chorkówka.
Miejscowość jest siedzibą rzymskokatolickiej parafii Matki Bożej Częstochowskiej należącej do dekanatu Krosno III w archidiecezji przemyskiej.
W latach 1975–1998 miejscowość administracyjnie należała do województwa krośnieńskiego.

## Części wsi
| SIMC    | Nazwa        | Rodzaj    |
| ------- | ------------ | --------- |
| 0347732 | Debrza       | część wsi |
| 0347749 | Kolanówka    | część wsi |
| 0347755 | Młyniska     | część wsi |
| 0347761 | Zadwór       | część wsi |
| 0347778 | Zręcka Ulica | część wsi |

## Historia Żeglec
W XI wieku Żeglce należały do wsi szlacheckich na terenie przylegającym do Krosna. Tereny te mocno zniszczyły i wyludniły najazdy tatarskie w latach 1259–1260 i 1287–1288. Następnie wieś dostała się w posiadanie rycerskiej rodziny Bogoriów. W 1374, po śmierci Mikołaja Bogoria (1291–1338) herbu Bogoria, wojewody krakowskiego, doradcy Władysława Łokietka, tereny te zagarnął spokrewniony z nim Paszek Bogoria z Wiśniowej lub ze Skotnik. W dokumentach z 1392 został wymieniony bezimiennie sołtys z Żeglec, a w latach 1397–1427 sołtysem był Grzegorz. W 1412 i 1419 Paszko Bogoria zabezpieczył na rzecz swojej żony Jadwigi Bogoria posag, m.in. wieś Żeglec. W 1410 mieszkańcy tych terenów wraz z Kobylańskimi wzięli udział w Bitwie pod Grunwaldem. W 1418 właścicielem tej wsi był Stanisław Tharnski, który zasłynął w tej bitwie.
W 1474 wieś została spalona przez najazd węgierski. W trzy lata potem, w 1477, sołtys Stanisław, sprzedał Żeglce za 100 grzywien Mikołajowi Jaworskiemu. W latach 1480–1481 dziedzicem był Jan Kolanowski. Za 80 grzywien zastawił 7 kmieci Stanisławowi z Bieniątek. Bankrutujący Piotr ze Skotnik - właściciel Żeglec, zastawił w 1489 połowę swego dziedzictwa w Żeglcach i połowę Chorkówki Janowi Targowickiemu z Targowisk autorowi Rocznika. W 1501 odstąpili ten klucz bracia - Jan Targowicki herbu Tarnawa, Andrzej Targowicki i Marcin Targowicki - siostrze Helenie. W 1581 właścicielem Żeglec był Wojciech Dłuski, a w 1616 Żeglce, zwane także Że-chce, przejęła rodzina Czykowskich. Właścicielami wsi byli bracia: Krzysztof Czykowski i Hieronim Czykowski oraz ich siostry: Anna, żona Jana Bogusza, Magdalena i Jadwiga, obie niezamężne. W 1657 Żeglce ponownie zostały zniszczone przez najad węgierski.
W latach 1768–1772 miejscowi wspierali Konfederatów barskich. Pod koniec XVIII i na początku XIX wieku Żeglce należały do barona  Onufrego Zygmuntowskiego herbu Prawdzic, a po jego śmierci do Szymona i Marii Zygmuntowskich. W 1819 nabył dwa majątki koło Krosna (Zręcin i Bóbrkę) Rudolf Klobassa pochodzący z Moraw, wyższy urzędnik salinarny w Drohobyczu. W 1848 jego syn Karol Klobassa-Zrencki, właściciel Zręcina, który wspierał powstanie krakowskie i wspólnie z Ignacym Łukasiewiczem i Tytusem Trzecieskim założył  pierwszą na świecie spółkę naftową, poślubił Ludwikę Zygmuntowską, córkę Marii i Szymona. Około połowy XIX wieku staraniem Karola Klobassy wybudowany został w Żeglcach dwór, murowany z cegły (wcześniejszy był drewniany) na planie prostokąta. Żona Karola Klobassy, Maria Zygmuntowska, oddała Żeglce jako wiano swej córce i wieś przeszła w posiadanie rodziny Klobassów-Zrenckich. Małżeństwo to trwało tylko 6 lat. 5 lutego 1854 Ludwika zmarła mając 33 lata na złośliwą puchlinę. Jej ciało zostało zabalsamowane woskiem, złożone w kryształowej trumnie , a następnie w kaplicy należącej do krewnych ze strony jej ojca. Po nim odziedziczył miejscowość Wiktor Klobassa-Zrencki, a po jego śmierci Karol Klobassa-Zrencki (junior). Od 1878 istniała w Żeglcach szkoła, odgrywająca duża rolę w kształtowaniu postaw patriotycznych, tak że mieszkańcy chętnie brali udział wyzwalaniu Ojczyzny i wojnie z bolszewikami w 1920.
W czasie II wojny światowej wielu mieszkańców Żeglec straciło życie biorąc udział w walkach w 1939 oraz w oddziałach partyzanckich, m.in. w ataku na dwór policji hitlerowskiej w Chorkówce i w akcji AK w Bóbrce. Działał tu Pluton AK nr 39. W czasie obławy z rąk Niemców w Żeglcach 3 maja 1944 zginął Kazimierz Czuchra "Ziuk" należący do AK OP-15.
Po wejściu wojsk sowieckich, ppor. Marian Szpil "Jarowicz" dow. Plutonu nr 39 w Żeglcach z AK OP-15 został aresztowany przez NKWD i wywieziony na Sybir, skąd wrócił z mocno zniszczonym zdrowiem.

## Zabytki
- Pozostałości zabytkowego dworu zbudowanego około połowy XIX wieku przez Karola Klobassę, murowany z cegły (wcześniejszy był drewniany), na planie prostokąta, z alkierzem od wschodu, dwutraktowy, otynkowany, frontem zwrócony na wschód, o trójosiowej elewacji frontowej, z profilowanym gzymsem podokapowym i nadokiennikami, z dachem czterospadowym krytym dachówką.